# Büglmühle
Büglmühle ist ein Gemeindeteil der Gemeinde Deining im  Landkreis Neumarkt in der Oberpfalz in Bayern.

## Lage
Die Einöde liegt im Oberpfälzer Jura östlich des Gemeindesitzes am Nordabhang des Deininger Berges zum Zellerbach hin.

## Geschichte
Die Mühle aus dem 15. Jahrhundert war eine Zugehörung zum Deininger Schloss und unterstand bis zum Ende des Alten Reiches hochgerichtlich dem kurfürstlichen Schultheißenamt Neumarkt. Sie wurde von einem Mühlbach betrieben, der seine Quellen oberhalb der Mühle hatte und dem Zellerbach zufloss. Das oberschlächtige Mühlrad hatte einen Durchmesser von sechs Metern.
Im Königreich Bayern (1806) wurde ein Steuerdistrikt Deining im Landgericht Neumarkt in der Oberpfalz gebildet, dem auch die Büglmühle zugeordnet war. Mit dem Gemeindeedikt von 1818 wurde die (kleinere) Ruralgemeinde Deining geformt, der das Pfarrdorf Deining selber und die drei Mühlen Büglmühle, Roßamühle und Straußmühle angehörten.
Eine Schilderung des Regenkreises von 1830 führt die Mühle als „Büglmühle“ unter Deining auf. Das Repertorium für das topographische Atlasblatt Neumarkt vermeldet 1836: „Bühelmühle, auch Bögelmühle, E[inöde] bey Deining, 1 H[aus], 1 Mühle, (1 Mahlgang) am Zellerbache.“ 1873 wurden mehrere beim Bau der Bahnstrecke Neumarkt-Regensburg beschäftigte deutsche Arbeiter wegen Landfriedensbruches verurteilt; sie hatten in ihrem Vorgehen gegen italienische Bahnbauarbeiter die Türe und die Fenster der Büglmühle eingestoßen, den Müller Xaver Kienlein verletzt und die dort befindlichen vier Italiener schwer misshandelt. Zur Mühle gehörte auch, wie üblich, ein landwirtschaftlicher Betrieb; so hielt die Büglmühle 1875 neben einem Pferd drei Stück Rindvieh.
Der Mahlbetrieb wurde 1950 aufgegeben und danach das aus Bruchsteinen bestehende Mühlenanwesen abgetragen. Heute steht dort ein Wohnhaus.

### Einwohnerentwicklung
- 1861: 8 (3 Gebäude)[9]
- 1871: 10 (3 Gebäude)[7]
- 1900: 3 (1 Wohngebäude)[10]
- 1925: 3 (1 Wohngebäude)[11]
- 1950: 4 (1 Wohngebäude)[12]
- 1961: 5 (1 Wohngebäude)[13]
- 1987: 6 (2 Wohngebäude, 2 Wohnungen)[14]
- 2019: 3[1]

## Verkehrsanbindung
Die Ansiedelung Büglmühle liegt östlich von Deining; von dort aus ist sie über die Schloßstraße zu erreichen.